# ベルファ
株式会社ベルファは、大阪府大阪市北区にあるディベロッパー事業を行っている企業。
2016年12月まで「ヴァン・ヴェール」の屋号でスーパーマーケットを運営していた。一時期、CGCグループに加盟していた。

## 沿革
- 1998年8月17日 - 株式会社ベルファが設立。
- 2016年12月31日 - ヴァン・ヴェール緑地公園店が閉店。スーパーマーケット事業から撤退。